# 早花咲月
「早花咲月〜さはなさづき〜」は、2004年3月3日、ユニバーサルJより発売された宮地真緒2枚目のシングル。

## 解説
- 2枚目シングルは初のオリジナル。本作はDVD付初回限定盤のみ発売。
- DVDには「早花咲月」のミュージック・ビデオとメイキング映像を収録。
- 岡本真夜、西脇唯から楽曲提供を受け、前作に続き武部聡志がプロデュースを受け持っている。

## 収録曲
編曲：武部聡志
1. 早花咲月～さはなさづき～
  - 作詞・作曲：岡本真夜
2. 花時雨
  - 作詞：西脇唯　作曲：武部聡志
3. 早花咲月～さはなさづき～（Instrumental）
4. 花時雨（Instrumental）